# Stare Słone
Stare Słone (dodatkowa nazwa w j. kaszub. Stôré Słoné; niem. Alt Slonnen) – mała kaszubska osada śródleśna w Polsce położona w województwie pomorskim, w powiecie kościerskim, w gminie Dziemiany w kompleksie leśnym Borów Tucholskich na zachodnim skraju Wdzydzkiego Parku Krajobrazowego. Osada wchodzi w skład sołectwa Kalisz.
W latach 1975–1998 miejscowość położona była w województwie gdańskim.